# 讚岐平原

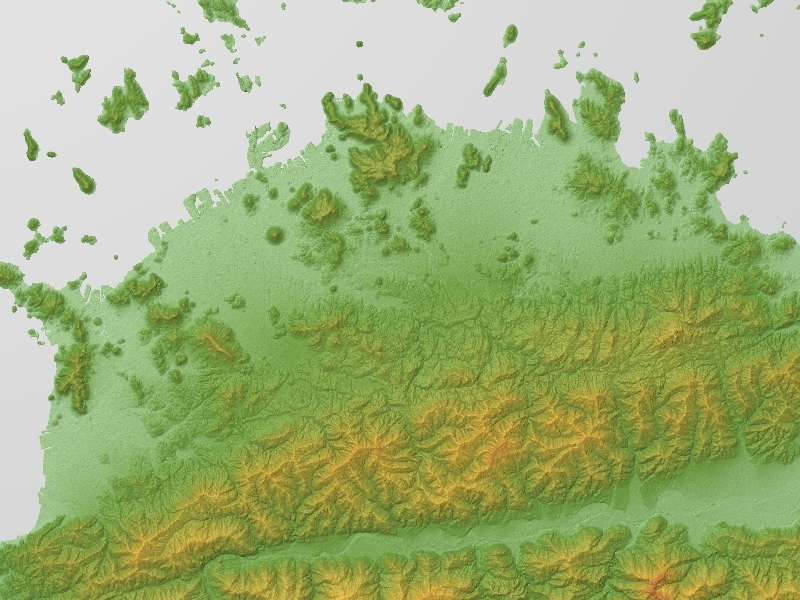
讚岐平原的地形图

赞岐平原，日本四国最大的平原，为赞岐山脉与濑户内海之间。在四国东北部，其地名来自古代令制国赞岐国。是占有香川县大部分的平原。为四国经济最发达地区，文化上属于近畿圈。但由于丘陵阻隔，事实上的的赞岐平原为大川平原(93公里²)、高松平原(181 63公里²）、九龟平原(126 . 77公里²）、三丰平原(155.99 km²)的统称。

## 外部連結
- 讃岐平野 （页面存档备份，存于） - Kotobank（日語）